# Рівний (Старошайговський район)
Рі́вний (рос. Ровный, ерз. Ровный) — селище у складі Старошайговського району Мордовії, Росія. Входить до складу Старотерізморзького сільського поселення.
Населення — 29 осіб (2010; 34 у 2002).
Національний склад (станом на 2002 рік):
- росіяни — 76 %